# كريستكيند

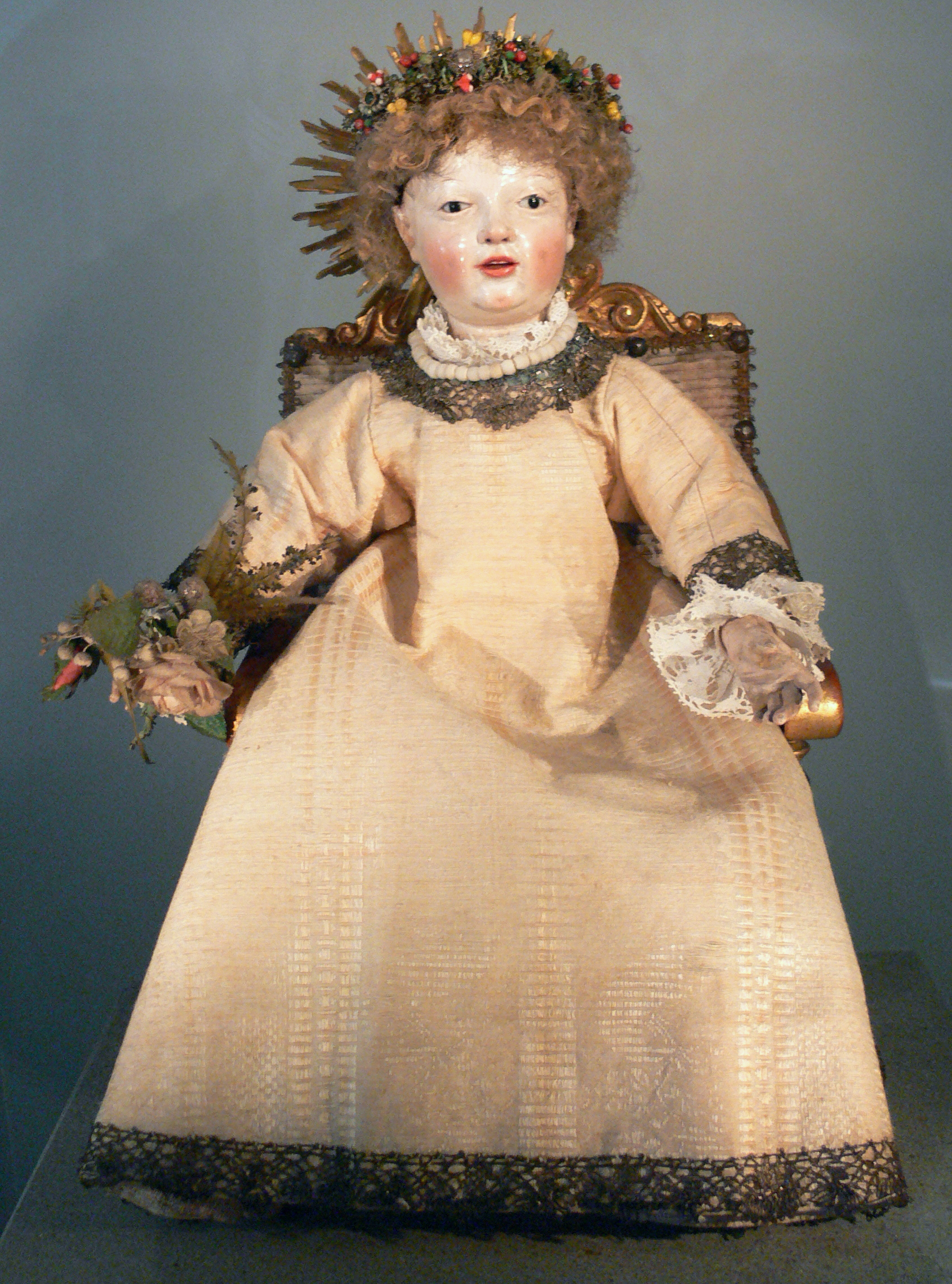
كريستكيند في ميونيخ؛ ألمانيا.

كريستكيند (بالألمانيَّة: Christkind) والتي تعني الطفل يسوع هي شخصية من تقاليد عيد الميلاد التقليدية والتي حيكت حوله الكثير من القصص مثل توزيع الهدايا وتتواجد الشخصية في تقاليد عيد الميلاد في كل من النمسا وسويسرا، وألمانيا، وجمهورية التشيك، وكرواتيا، وإيطاليا، وليختنشتاين، ولوكسمبورغ، والبرتغال، وسلوفاكيا، والمجر، إلى جانب أجزاء من شمال شرق فرنسا، وسيليزيا العليا في بولندا، وأجزاء من أمريكا اللاتينية، في بعض المناطق من جنوب البرازيل وفي لويزيانا في الولايات المتحدة.
يطلق على الشخصية جيسو بامبينو (باللغة الإيطالية: Gesù Bambino)، ومينينو يسوع (باللغة البرتغالية: Menino Jesus)، وإيزوشكا (باللغة المجرية: Jézuska)، إيجيشكو (باللغة السلوفاكية: Ježiško)، وجيشيك (باللغة التشيكية: Ježíšek)، في أمريكا اللاتينية يطلق على الطفل يسوع «نينو ديوس» والتي تعني «طفل الله» أو «نينيو خيسوس» والتي تعني «الطفل يسوع».
للحد من التأثير الكاثوليكي لتقليد توزيع الهدايا من قبل القديس نقولا، قام مارتن لوثر خلال عصر الإصلاح البروتستانتي في القرن السادس عشر والقرن السابع عشر، بتشجيع البروتستانت على تغيير تقليد توزيع الهدايا إلى الطفل يسوع وتغيير تاريخ تقديم الهدايا من 6 ديسمبر إلى ليلة عيد الميلاد. وبينما أعتمدت المناطق الكاثوليكية تقليد تويع الهدايا من قبل الطفل يسوع خلال القرن التاسع عشر، قامت المناطق البروتستانتية في أوروبا تدريجيًا خلال القرن التاسع عشر اعتماد القديس نقولا أو سانتا كلوز كشخصية رئيسية في توزيع الهدايا للأطفال.